# Emil Andres
Emil Andres (Tinley Park, Illinois, 22 juli 1911 - South Holland, Illinois, 20 juli 1999) was een Amerikaans autocoureur die tussen 1936 en 1950 tienmaal deelnam aan de Indianapolis 500, waarbij de laatste editie ook onderdeel was van het Formule 1-kampioenschap. In deze race kwalificeerde hij zich echter niet.
In 1996 werd hij geïntroduceerd in de National Sprint Car Hall of Fame.